# Ko Iso
Ko Iso (黄翊祖T, Huáng YìzǔP; Taiwan, 10 aprile 1987) è un goista taiwanese, professionista presso la Nihon Ki-in giapponese.

## Biografia
Nato a Taiwan, si trasferì in Giappone per tentare una carriera professionistica più remunerativa nel mondo del go. Divenne professionista nel 2002 e già lo stesso anno fu promosso a 2 dan. Il 27 ottobre 2005 venne promosso direttamente dal 4 al 7 dan avendo raggiunto la lega finale del torneo Meijin battendo Rin Kono, all'epoca il più giovane a riuscirci. Nel 2019 ha raggiunto il massimo grado di 9 dan dopo aver vinto 200 partite come 8 dan.
In carriera ha vinto la prima edizione della Coppa Yugen nel 2008 e la Coppa SGW nel 2019, è stato anche finalista al Shinjin-O del 2006.

## Titoli
| Nazionali          | Nazionali | Nazionali |
| Tornei             | Vittorie  | Finalista |
| ------------------ | --------- | --------- |
| Coppa Yugen        | 1 (2008)  |           |
| Coppa SGW          | 1 (2019)  |           |
| Shinjin-O          |           | 1 (2006)  |
| Totale in carriera |           |           |
| Totale             | 2         | 1         |